# Matej Mlakić
Matej Mlakić (* 7. června 1995) je chorvatský fotbalový obránce, od února 2017 hráč NK HAŠK Záhřeb.
Hraje na postu levého obránce nebo stopera (středního obránce).

## Klubová kariéra
V Chorvatsku hrál za mládežnické týmy klubů NK Inter Zaprešić a Dinamo Záhřeb. V srpnu 2014 přestoupil z juniorky Interu Zaprešić do českého klubu FC Vysočina Jihlava, kde odehrál v Juniorské lize v podzimní části celkem 17 zápasů a dal dva góly.
V 1. české lize debutoval 23. srpna 2014 v 5. ligovém kole v utkání s týmem FK Baumit Jablonec (porážka 0:2), kde v 70. minutě vystřídal na hřišti beka Vlastimila Vidličku.
V lednu 2015 byl zařazen do kádru A-týmu pro zimní přípravu.